# Кинк, Тармо
Та́рмо Кинк (эст. Tarmo Kink; 6 октября 1985, Таллин, Эстонская ССР, СССР) — эстонский футболист, нападающий клуба «Зенит» из города Таллин.
Выступал за национальную сборную Эстонии.

## Биография
Воспитанник ТФШ Таллин (Эстония). Провёл 4 сезона у себя на родине в Таллине.
В 2001 году выступал за команды «Вимси» Виймси и «Реал» Таллин и забил 61 гол, причём сдел это за полсезона, так как до июля не мог играть вследствие дисквалификации. В «Вимси», проведя 6 матчей, стал с 31 забитым мячом лучшим бомбардиром турнира в III лиге — четвёртом по силе дивизионе эстонской системы лиг (в игре с «Калевом» из Силламяэ забил 9 голов), в «Реале» в турнире IV лиги (пятого по силе дивизиона) смог отличиться 30 раз в 9 матчах.
В 2002 году играл в высшей лиге Эстонии за команду «Нарва Транс». В 2003 году Кинк подписал контракт с московским «Спартаком», получив номер 37.
Изначально сделку о переходе в «Спартак» пытался оформить агент Юрий Тишков, однако он не успел этого сделать, поскольку был убит на следующий день после встречи с Кинком: эстонец на следующий день играл в контрольном матче, когда до него докатились новости об убийстве Тишкова.
В российской Премьер-лиге сыграл в 2 матчах: 23 августа 2003 года против «Рубина» (0:2) и 29 сентября против «Уралана» (1:1). В том же году отыграл за таллинский «Реал» 6 матчей в турнире V эстонской лиги (шестого по силе дивизиона), забил в них 30 голов. За основную команду «Спартака» в 2004 году сыграл в одном матче Кубка УЕФА (против «Мальорки» — 0:3), одном матче Кубка России (против липецкого «Металлурга» — 0:2), и двух — в Кубке Интертото (против литовского «Атлантаса» — 2:0 и испанского «Вильярреала» — 2:2). Шансов пробиться в основу «Спартака» у него было немного, играл в основном за дублирующий состав в турнире дублёров — 45 матчей, 20 голов, и в 2006 году вернулся в Эстонию, подписав контракт с клубом «Левадия». С новой командой стал трёхкратным чемпионом Эстонии, и обладателем Кубка Эстонии в 2007 году.
В 2009—2010 играл за венгерский клуб «Дьёр».
В 2010 году перешёл в команду английского Чемпионшипа «Мидлсбро» за 1,2 миллиона евро. Дебютировал 7 августа 2010 года в матче против «Ипсвича» (1:3), выйдяя на замену на 60 минуте вместо Джастина Хойта. Первый гол за «Мидлсбро» провел 14 сентября 2010 года в матче против «Бернли», причем в этой же встрече он забил и второй свой мяч за «речников» — выйдя на замену за 15 минут до окончания матча, Кинк на 79-й и 94-й оформил дубль, принеся таким образом победу «Мидлсбро» со счетом 2:1. 6 ноября 2010 Тармо Кинк, выйдя на замену, забивает свой третий мяч за «Боро», — в ворота «Кристал Пэлас». «Мидлсбро» тогда одержал победу со счетом 2:1. Четвёртый мяч в футболке «Боро» эстонец провел 25 апреля 2011 года. Выйдя на замену на 65-й минуте в матче против «Ковентри», Тармо в компенсированное время матча изящным ударом приносит «Мидлсбро» победу, снова со счетом 2:1.
28 февраля 2012 года перешёл во львовские «Карпаты», за которые отыграл 5 игр и, не доиграв до конца сезона, покинул клуб.
После полугодичной паузы подписал контракт с клубом «Варезе» который выступал во второй по значимости итальянской лиге до конца 2012 года.
Весь 2013 год играл в аренде за клуб «Дьёр», за который играл ранее. В январе 2014 года вернулся в Италию, а затем стал «свободным агентом».
22 февраля 2014 года подписал контракт с клубом «Капошвар Ракоци». В конце сезона покинул «Капошвар Ракоци».
В марте 2015 года перешёл в шотландский «Инвернесс Каледониан Тисл».

## Достижения

### Командные
Спартак
- Обладатель Кубка России: 2002/03
- Серебряный призёр Чемпионата России: 2005

 Левадия
- Чемпион Эстонии: 2006, 2007, 2008
- Серебряный призёр Чемпионата Эстонии: 2015
- Обладатель Кубка Эстонии: 2006/07[эст.]
- Финалист Суперкубка Эстонии: 2007, 2008

 Дьёр
- Чемпион Венгрии: 2012/13
- Финалист Кубка Венгрии: 2012/13[англ.]

 Инвернесс
- Обладатель Кубка Шотландии: 2014/15[англ.]

 СИК
- Обладатель Кубка Финляндии: 2016[англ.]
- Бронзовый призёр Чемпионата Финляндии: 2016

### Личные
- Обладатель «Серебряного мяча Эстонии» за лучший гол в составе национальной сборной: 2010
- Лучший бомбардир турнира дублёров РФПЛ: 2001 (по 13 мячей с Сергеем Самодиным)